# Biserica de lemn din Dric

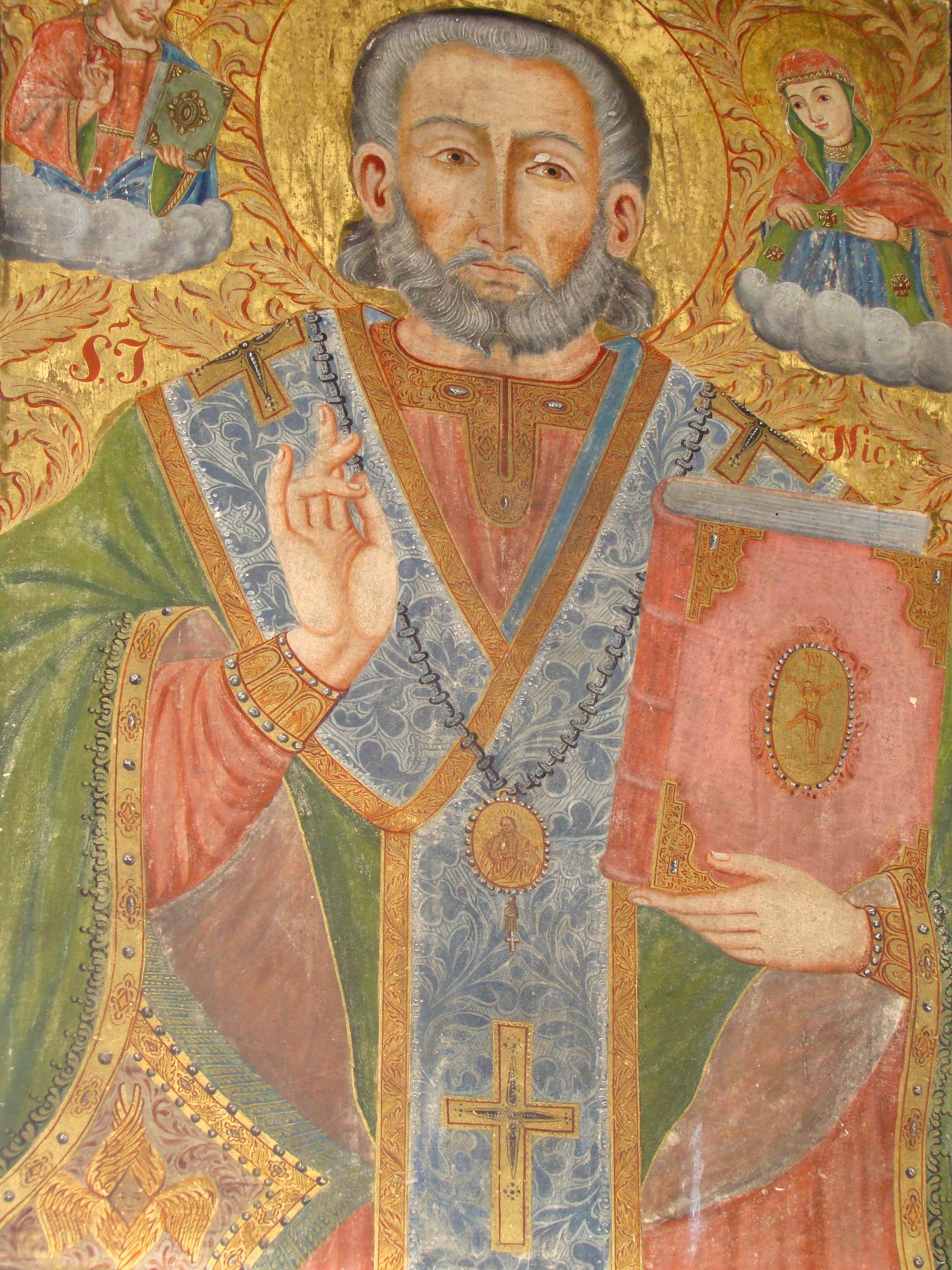
Icoana de hram „Sfântul Nicolae”

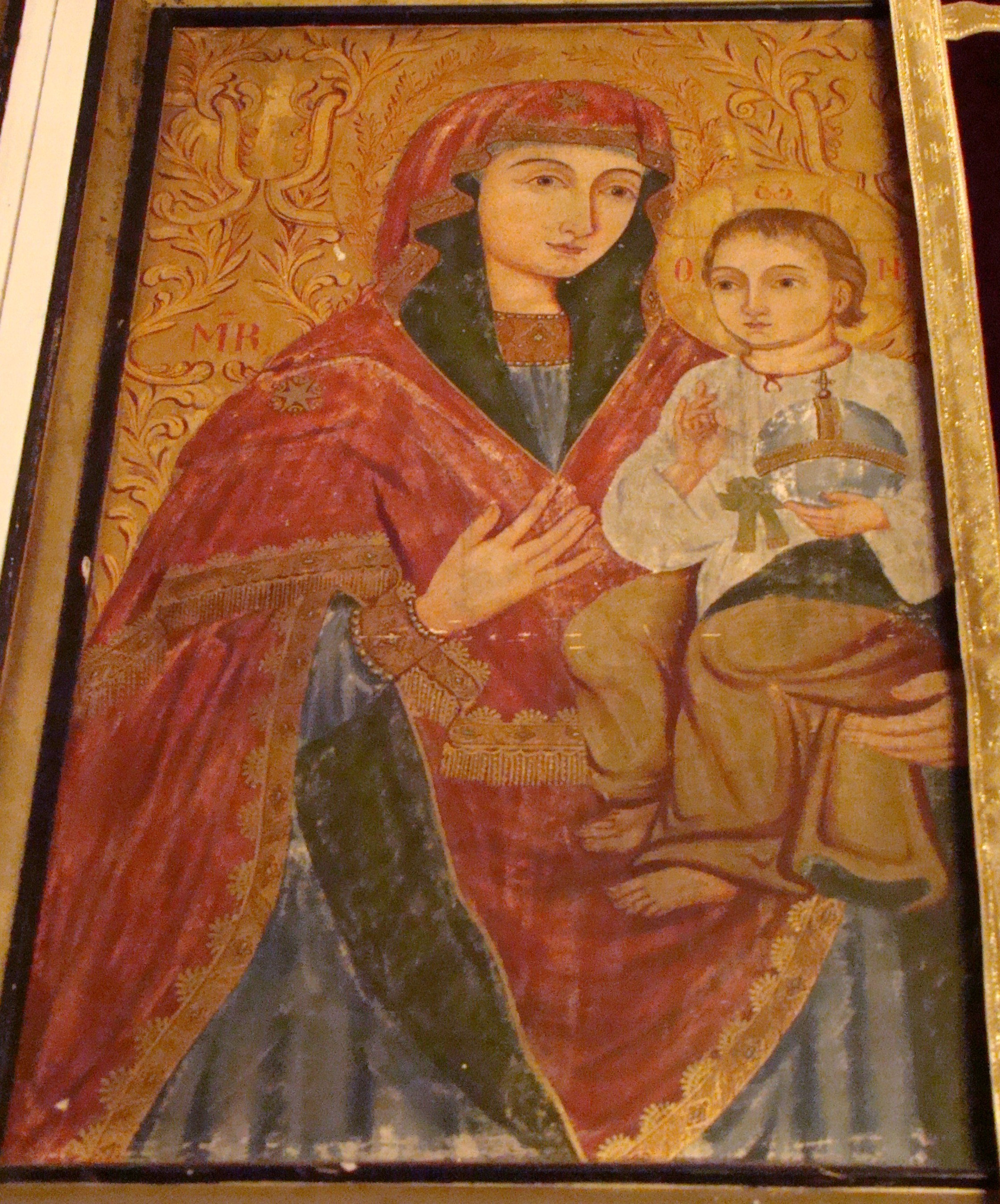
Maica Domnului cu pruncul (lemn, sec.XIX)

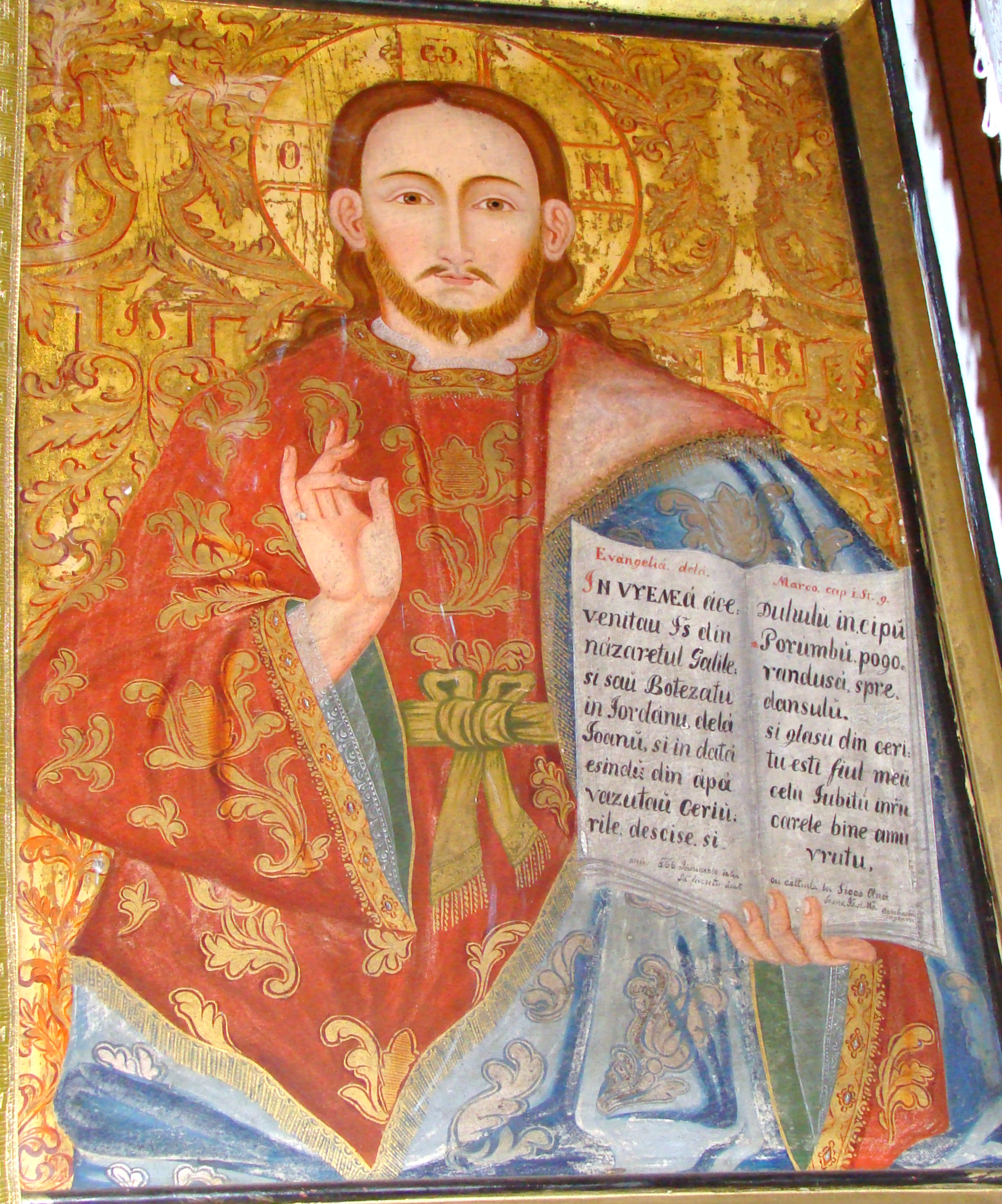
Iisus binecuvântând

Biserica de lemn din Dric, județul Alba, datează din secolul XIX. Are hramul „Sfântul Nicolae”. Biserica nu se află pe noua listă a monumentelor istorice.

## Istoric și trăsături
Biserica cu hramul „Sfântul Nicolae” din acest sat este o construcție de lemn fără elemente artistice deosebite, încadrându-se tipologic realizărilor de la mijlocul și din a doua jumătate a secolului XIX. În schimb, câteva piese din patrimoniul său au o valoare aparte. Picturile pe lemn au fost realizate în secolul trecut de Nicolae Corcheș. Cărțile atestă o mai mare vechime a comunității, dar și existența unui edificiu de cult ortodox anterior celui păstrat azi. Pe coperta „Chiriacodromionului" din 1732, tipărit sub Constantin Mavrocordat, apare o însemnare în chirilică a popii Constantin Morar, din 30 mai 1764. „Evanghelia de la Blaj" din 1776 are înscrisă, tot cu caractere chirilice, însemnarea: „Această sfântă evanghelie iaste a sfintei biserici neunite din Certeje, care s-au cumpărat de Pătița Trăian cu 95(?) cumpărătură pentru ca să fie ... veșnică ... scris-am eu popa loanu Popa din Câmpeni paroh neunitu 1787 octombrie 27 zile și s-au cumpărat de la mine Anuță Pârcălab. Toată legată de ... din Tiuș și pentru legătura acestei sfinte evanghelii au plătit Pătița loan la anul 1832." Un Ceaslov, tipărit de Gheorghe Radovici la Târgoviște în anul 1715 are pe copertă o însemnare mai recentă, de cu totul altă natură, asupra unui eveniment ce a impresionat comunitatea: „1894 octombrie 3 miercuri a 14 (săptămână) după Rusalii, dimineața la 8 ceasuri s-au cutremurat pământul". Alte cărți, 10 ia număr, tipărite la Blaj și Sibiu în secolul al XlX-lea, evocă o intensă viață spirituală.

## Galerie de imagini

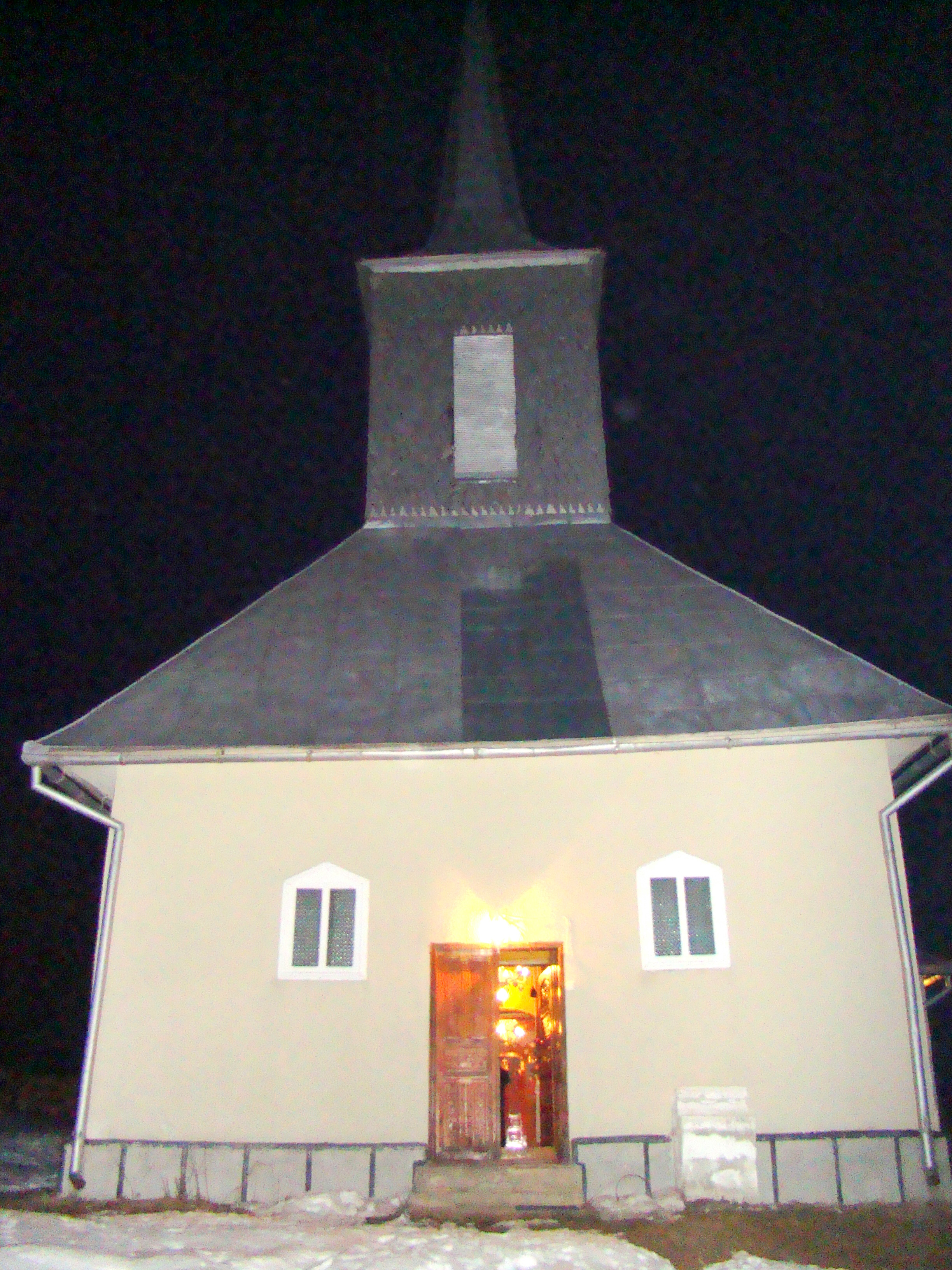
Biserica (vest)
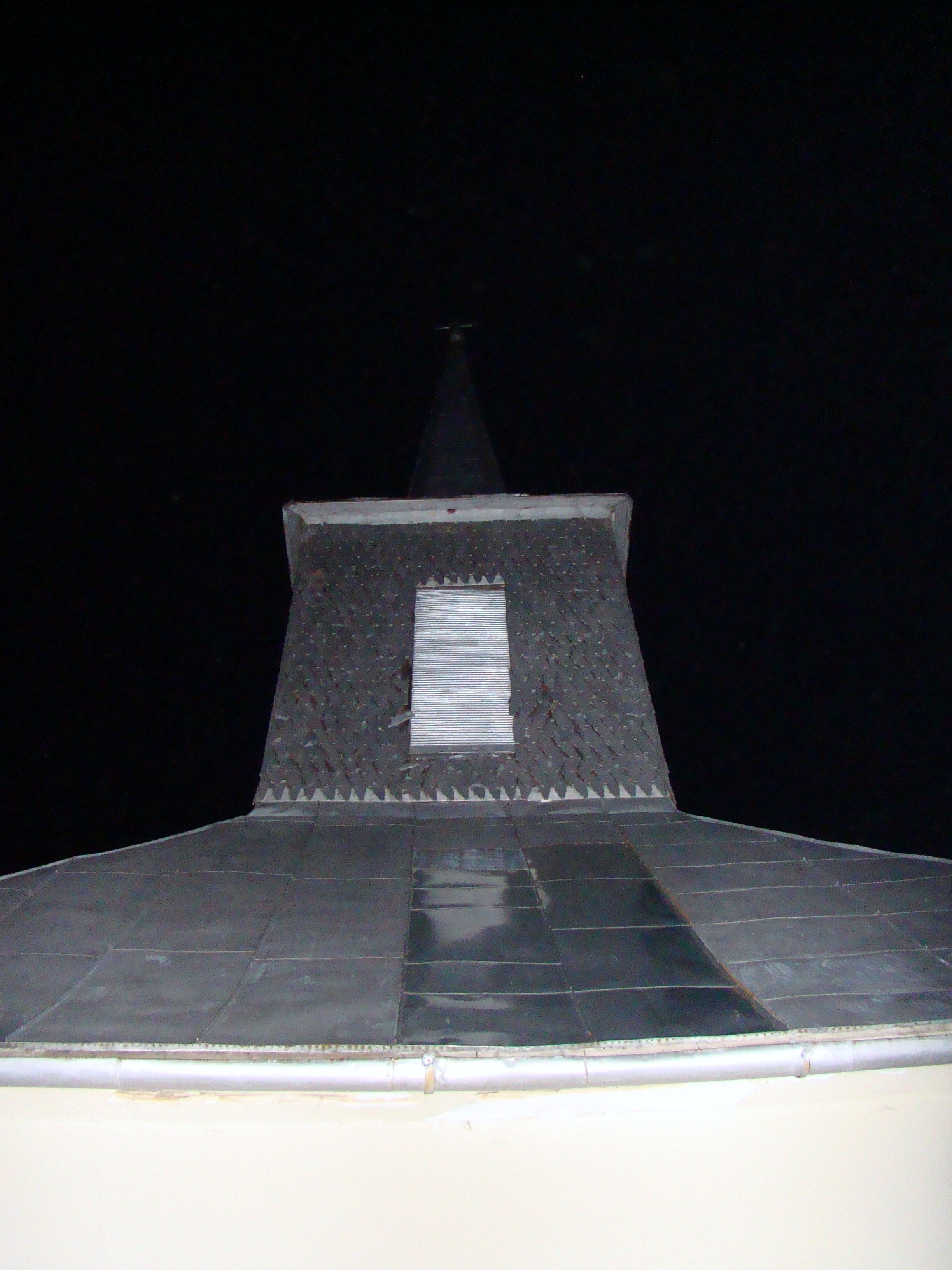
Turnul
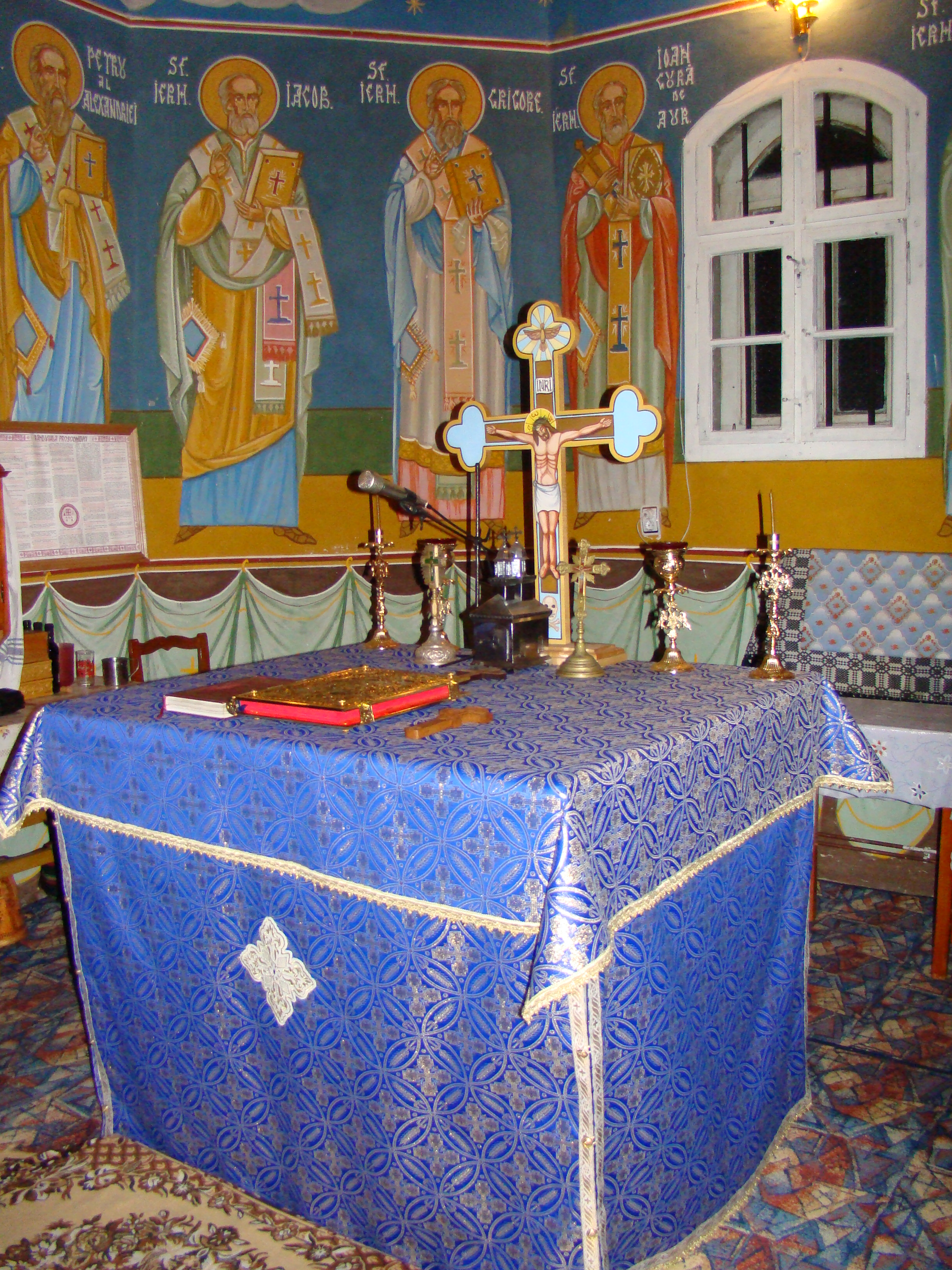
Masa altarului
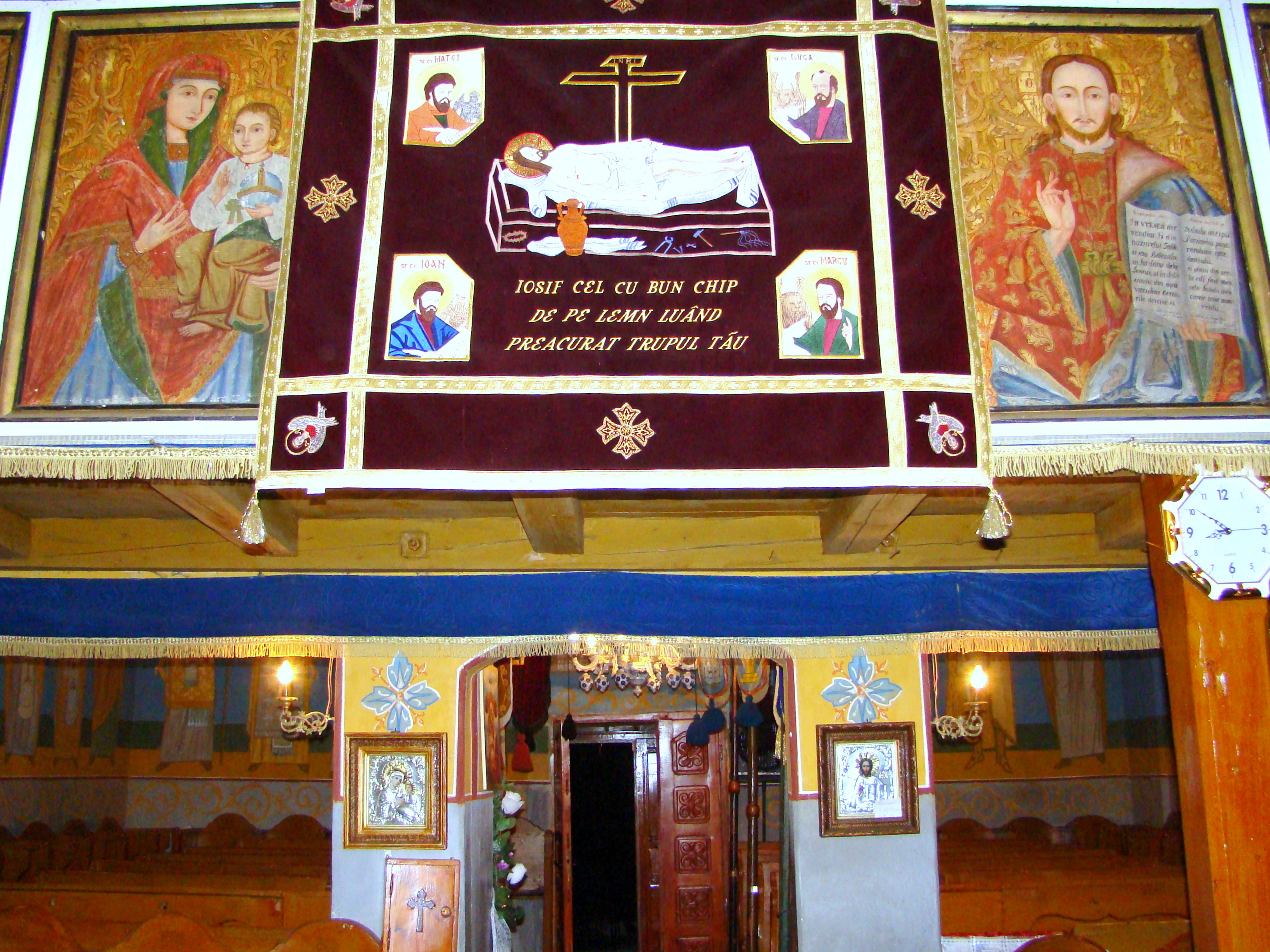
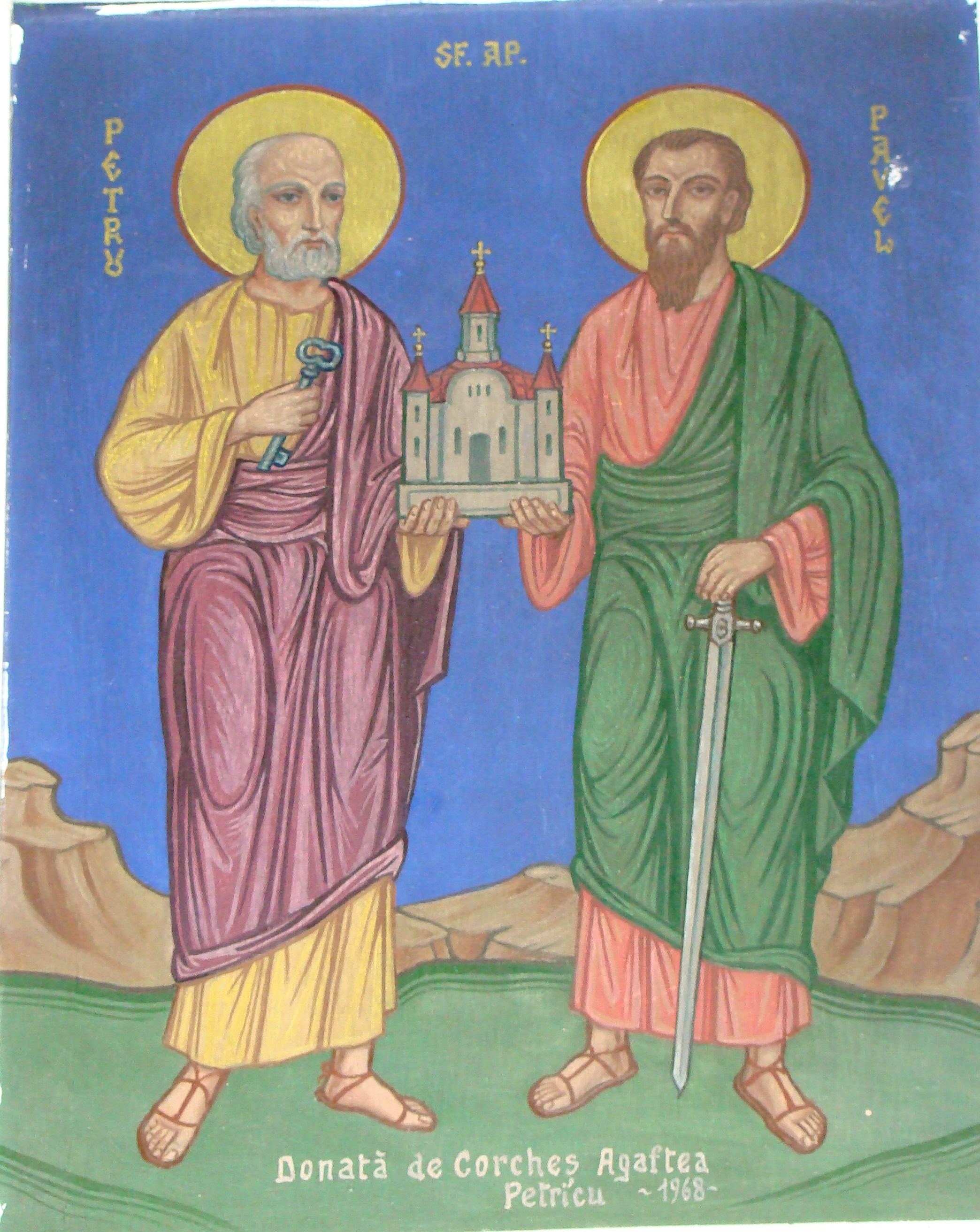
Sfinții Apostoli Petru și Pavel
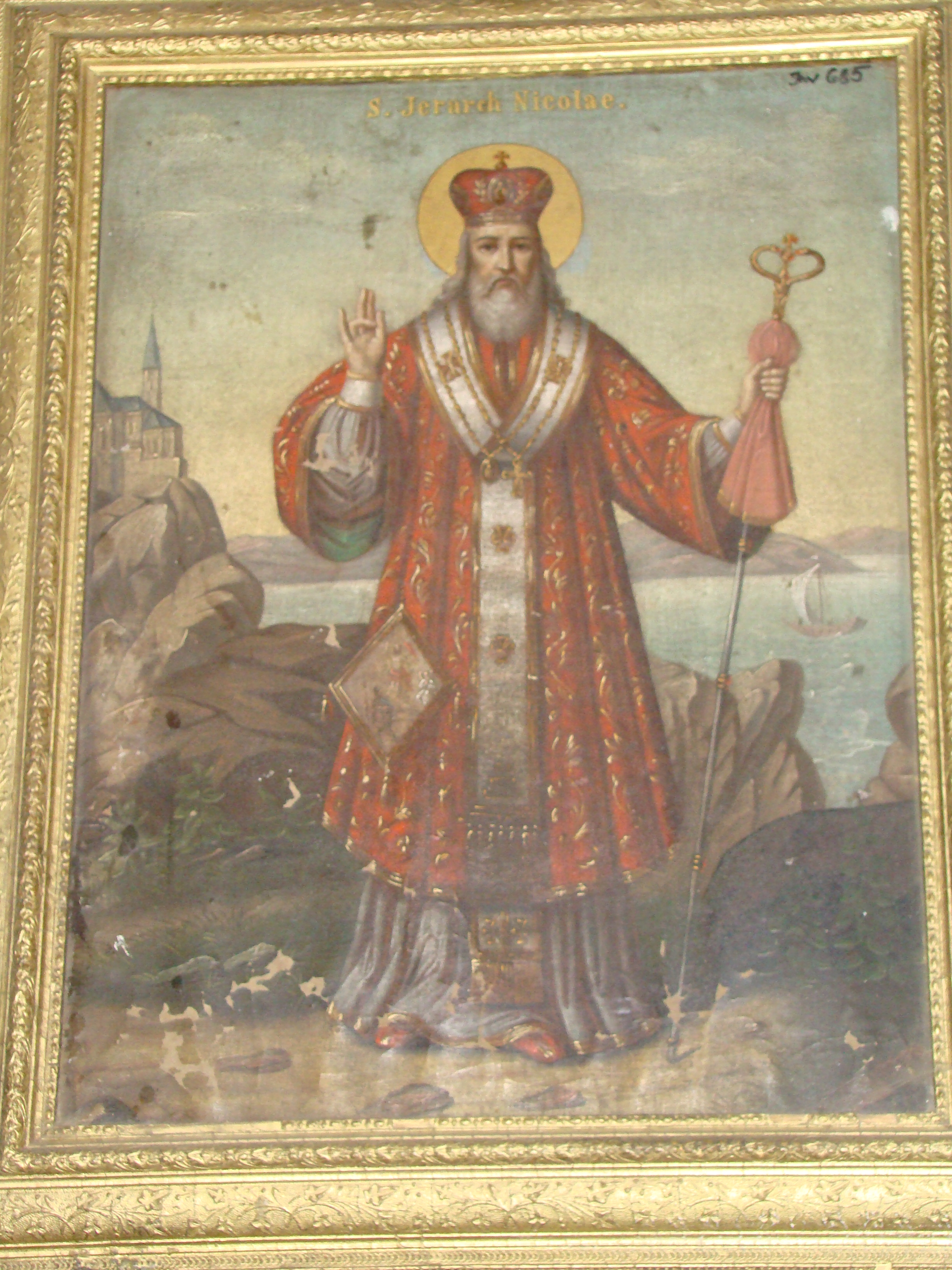
Sfântul Ierarh Nicolae
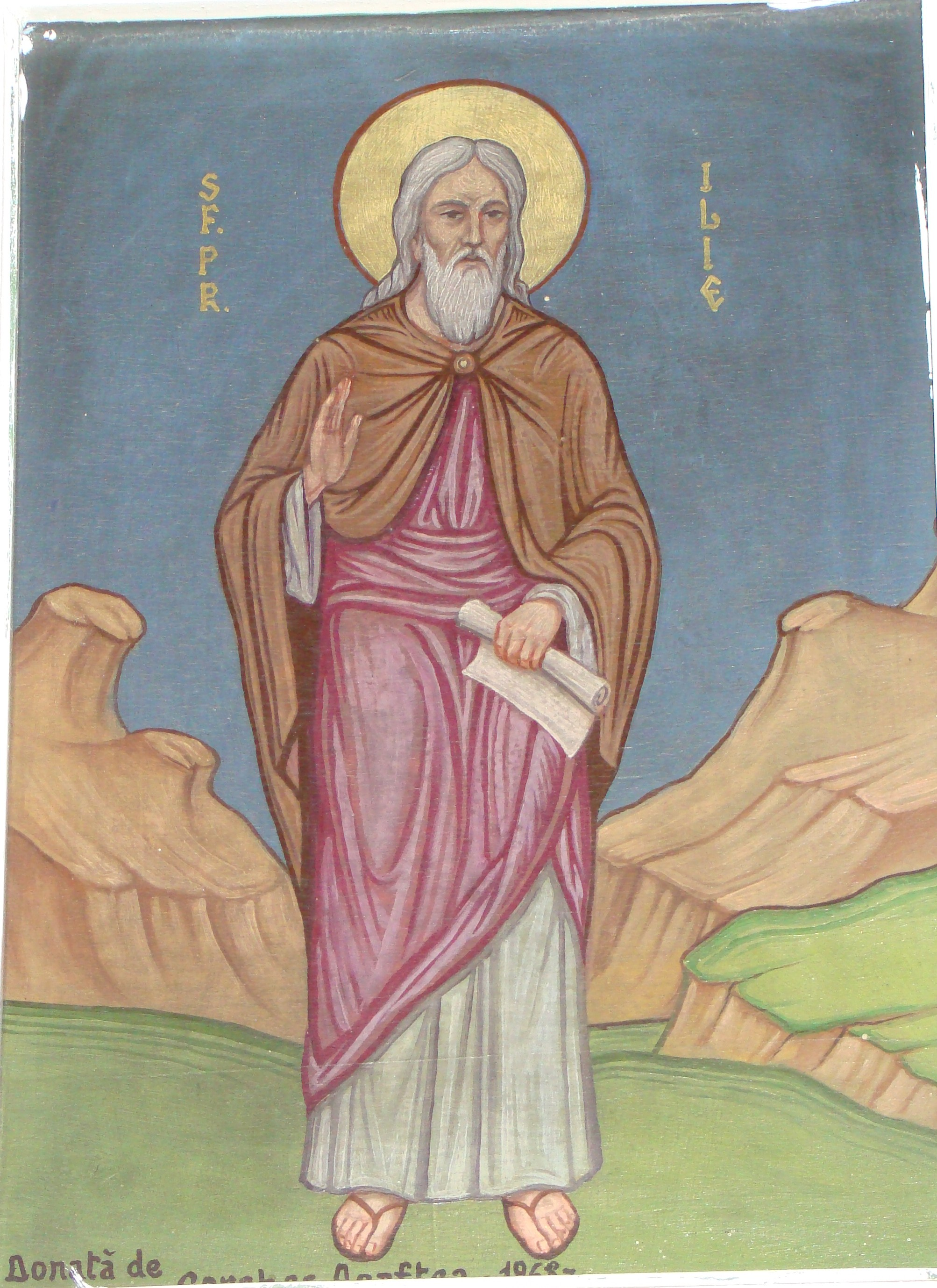
Sfântul Prooroc Ilie
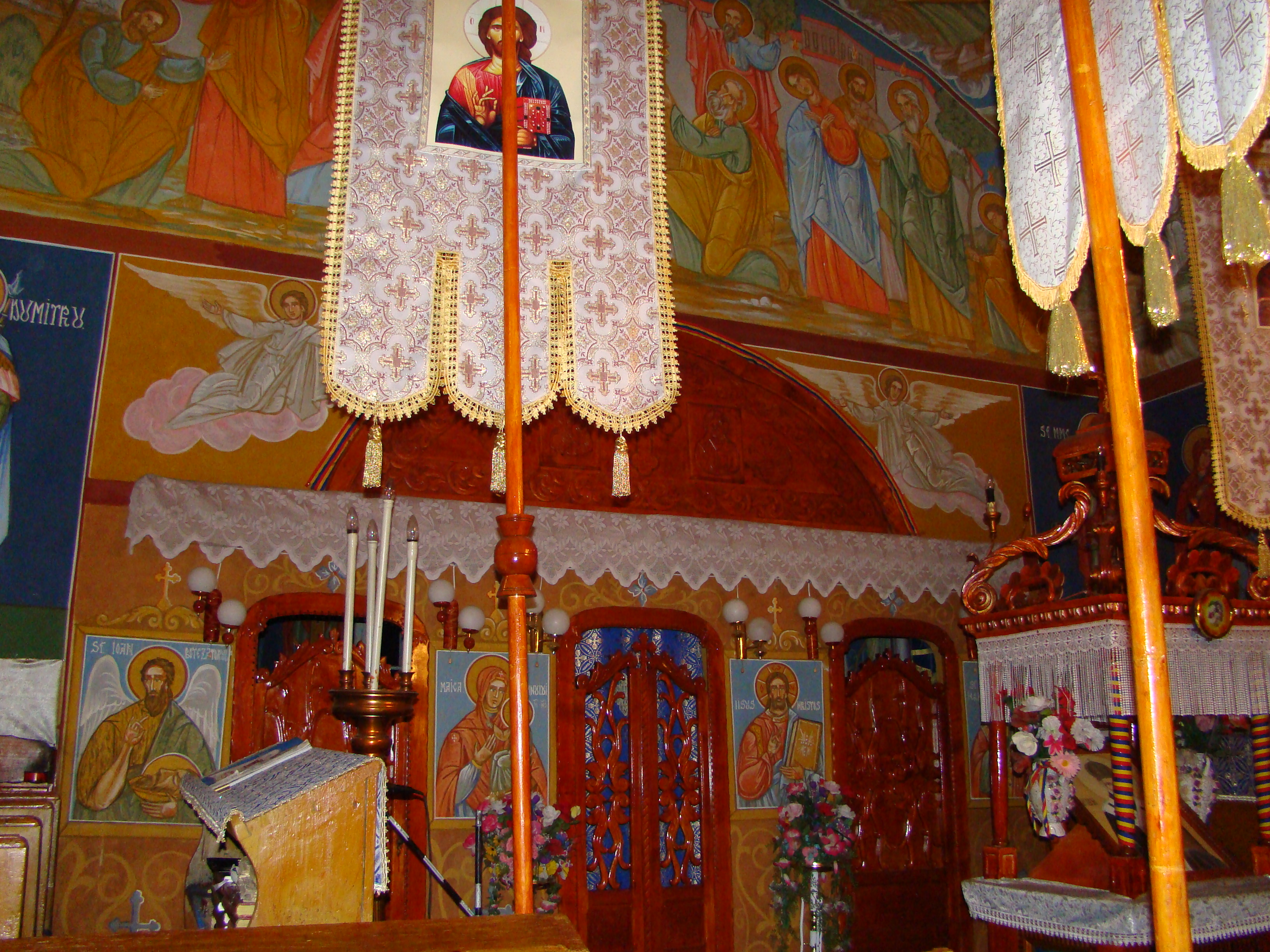
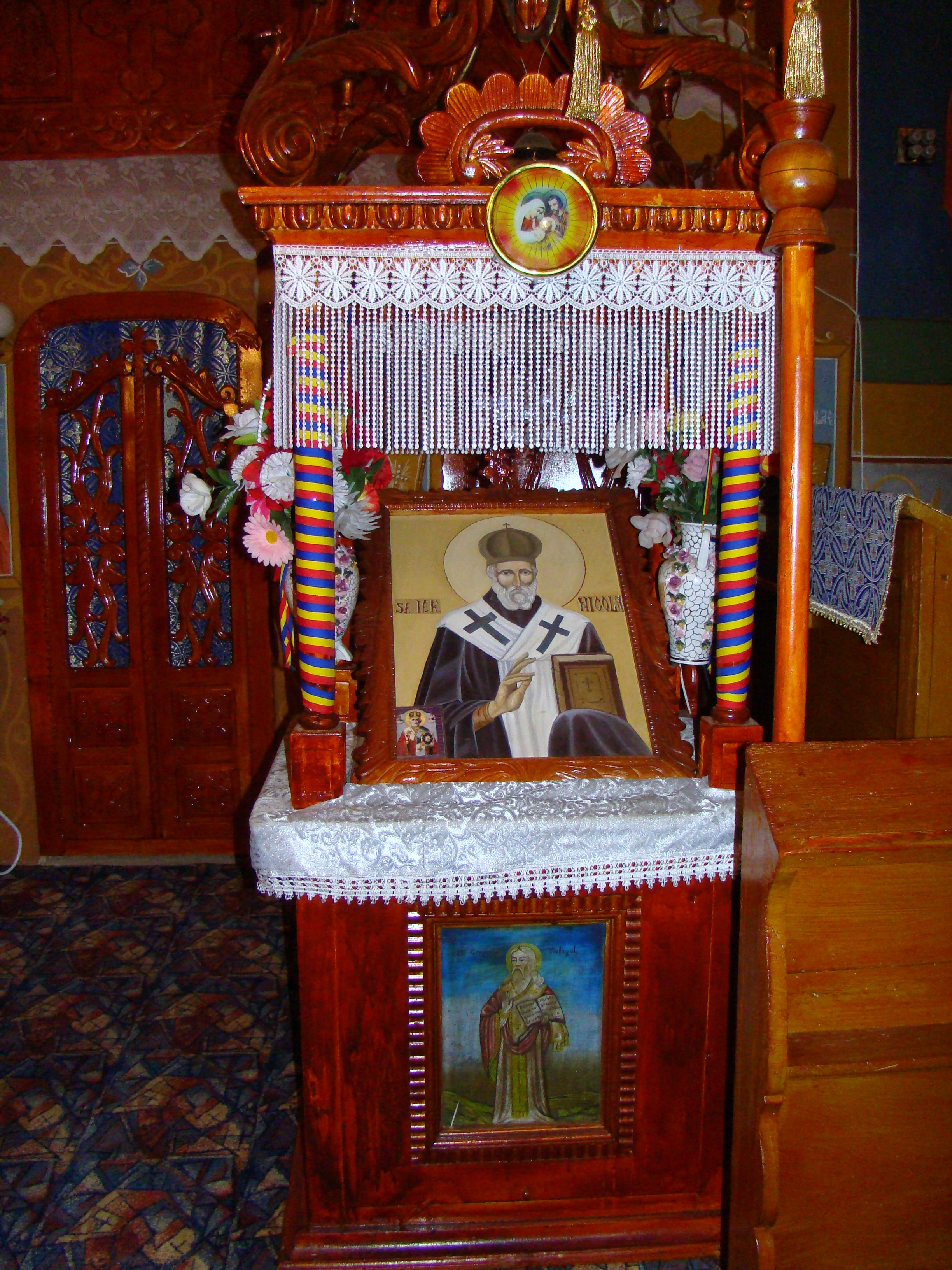
Sfântul Nicolae
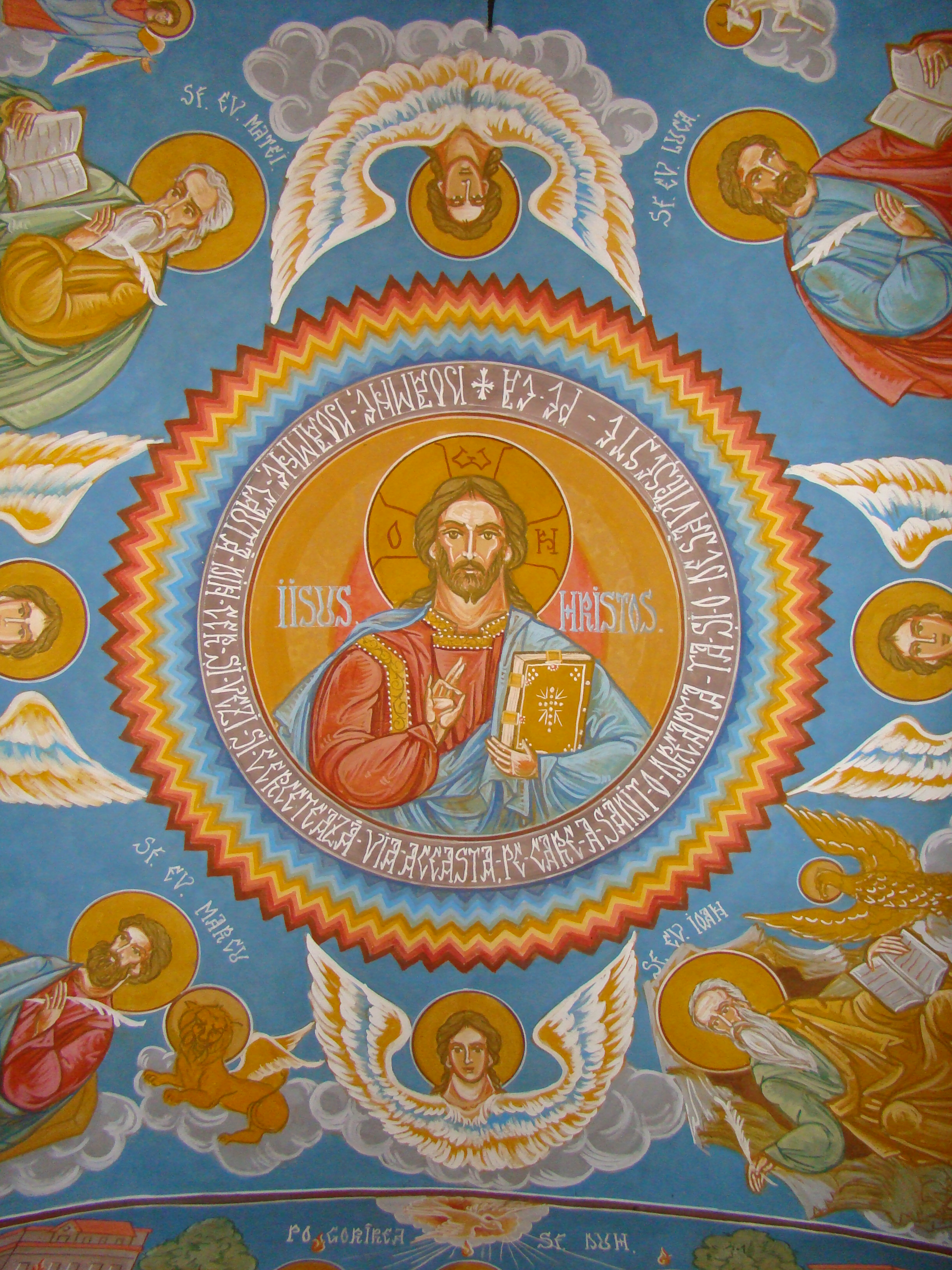
Iisus Hristos
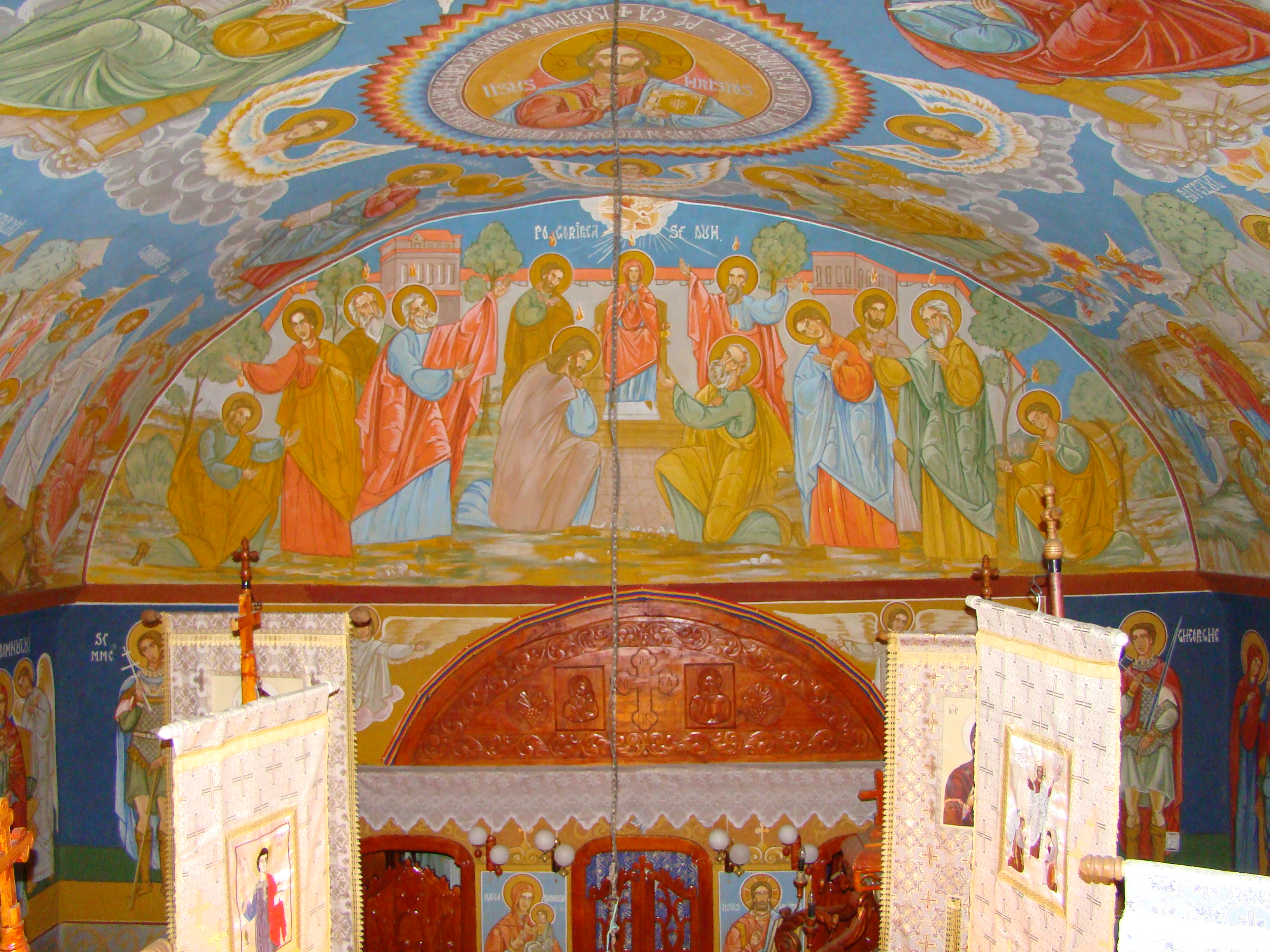
Pogorârea Sfântului Duh
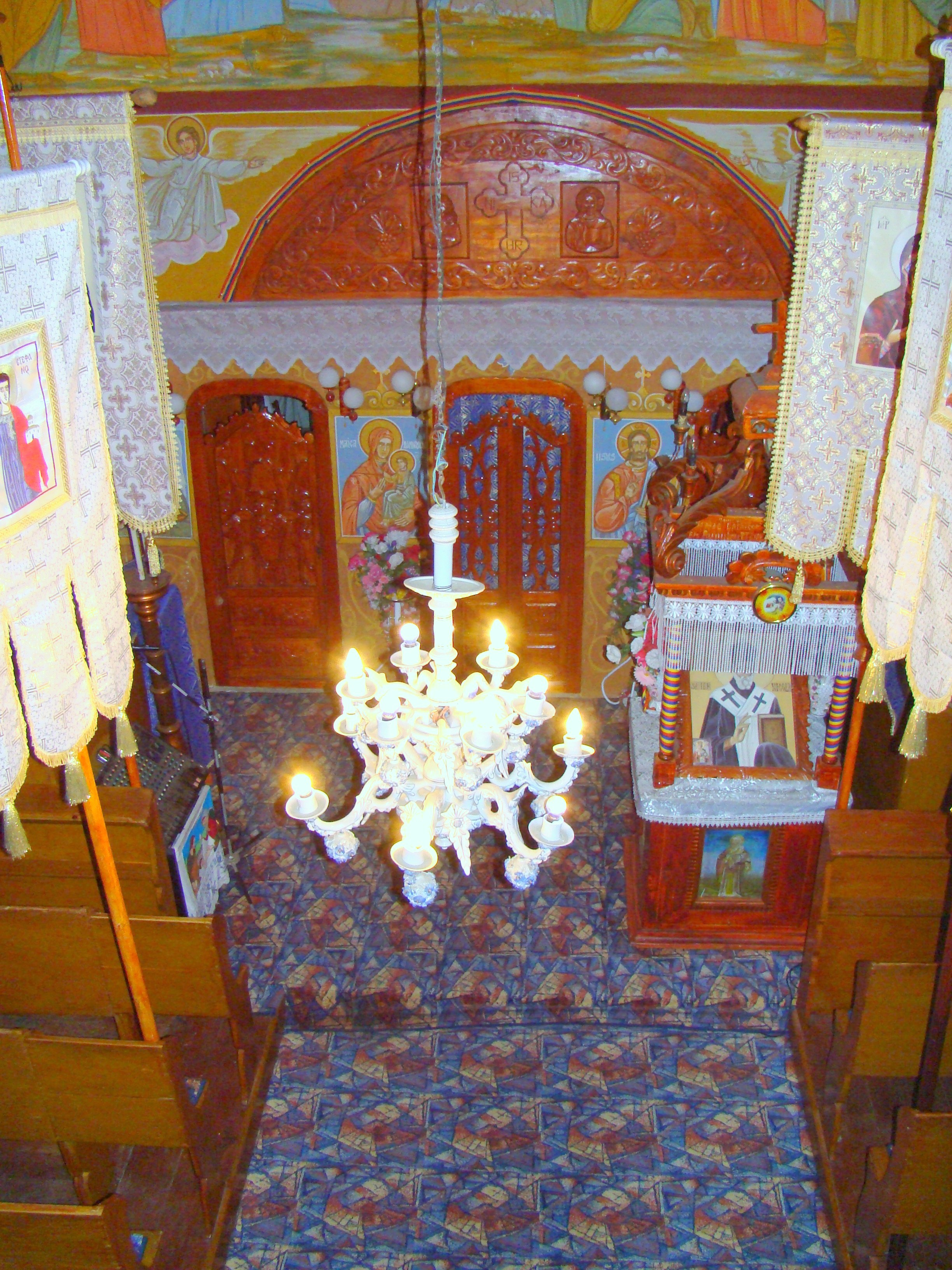
Iconostasul văzut din cor
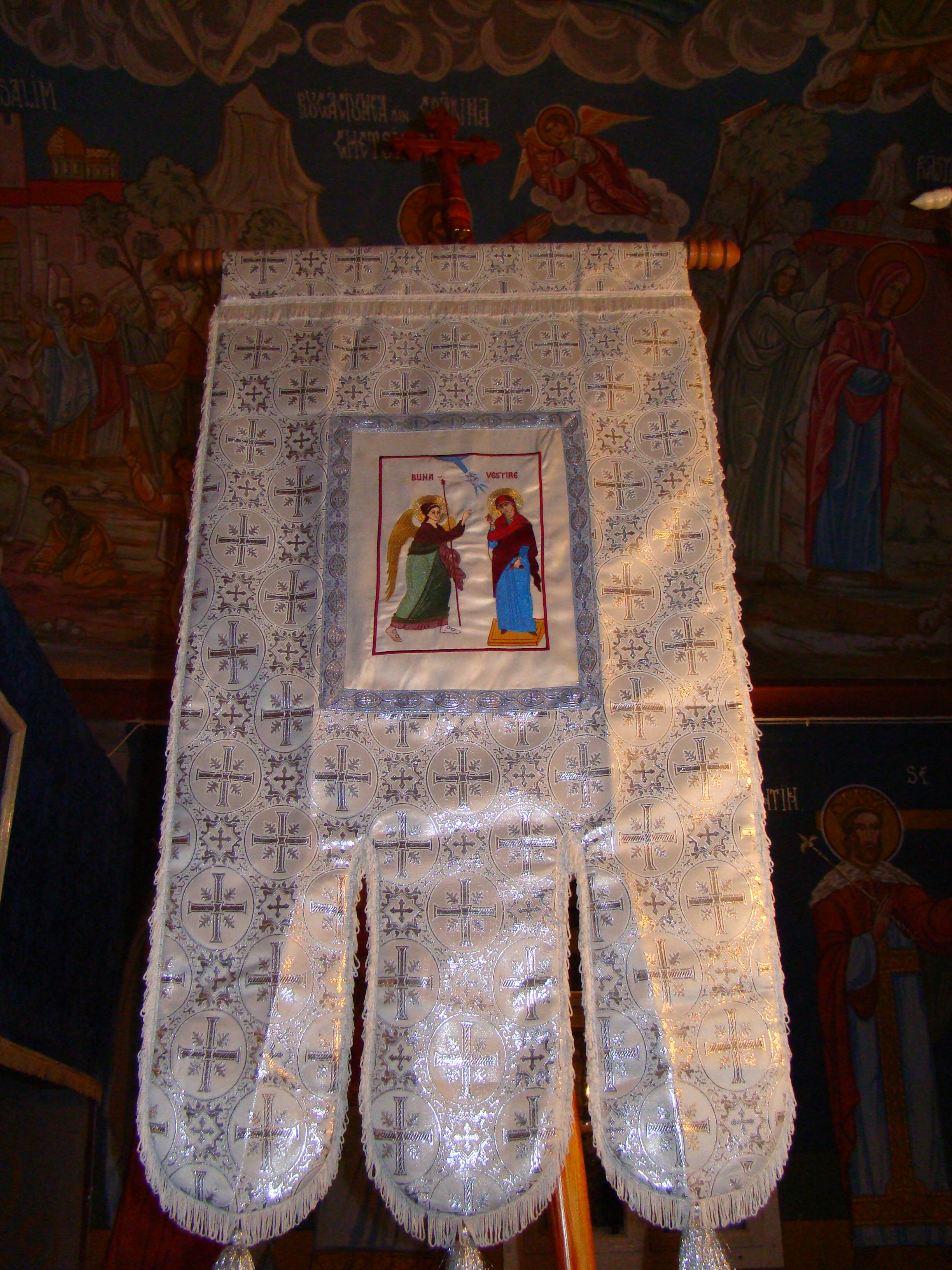
Buna Vestire
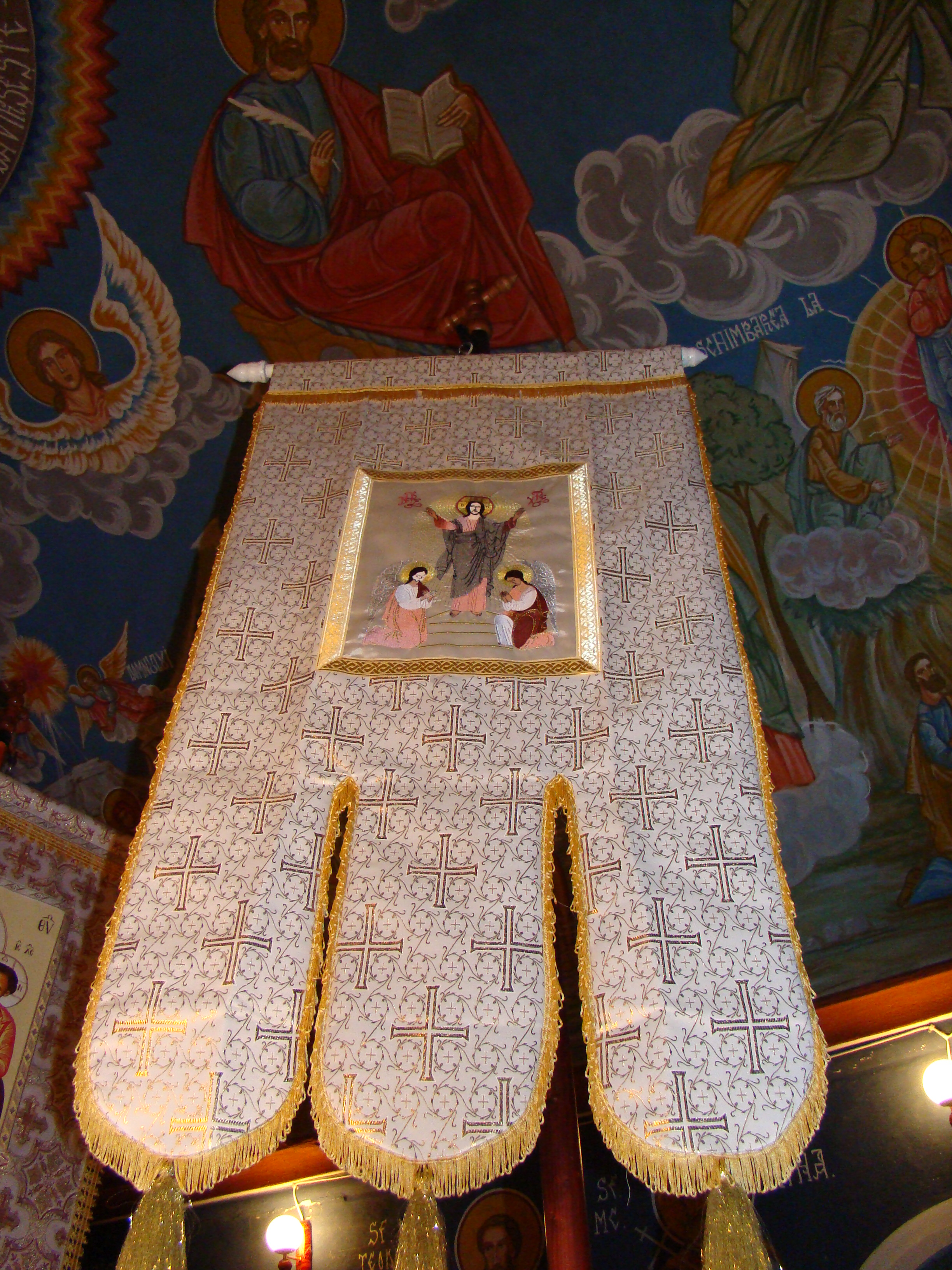
prapur
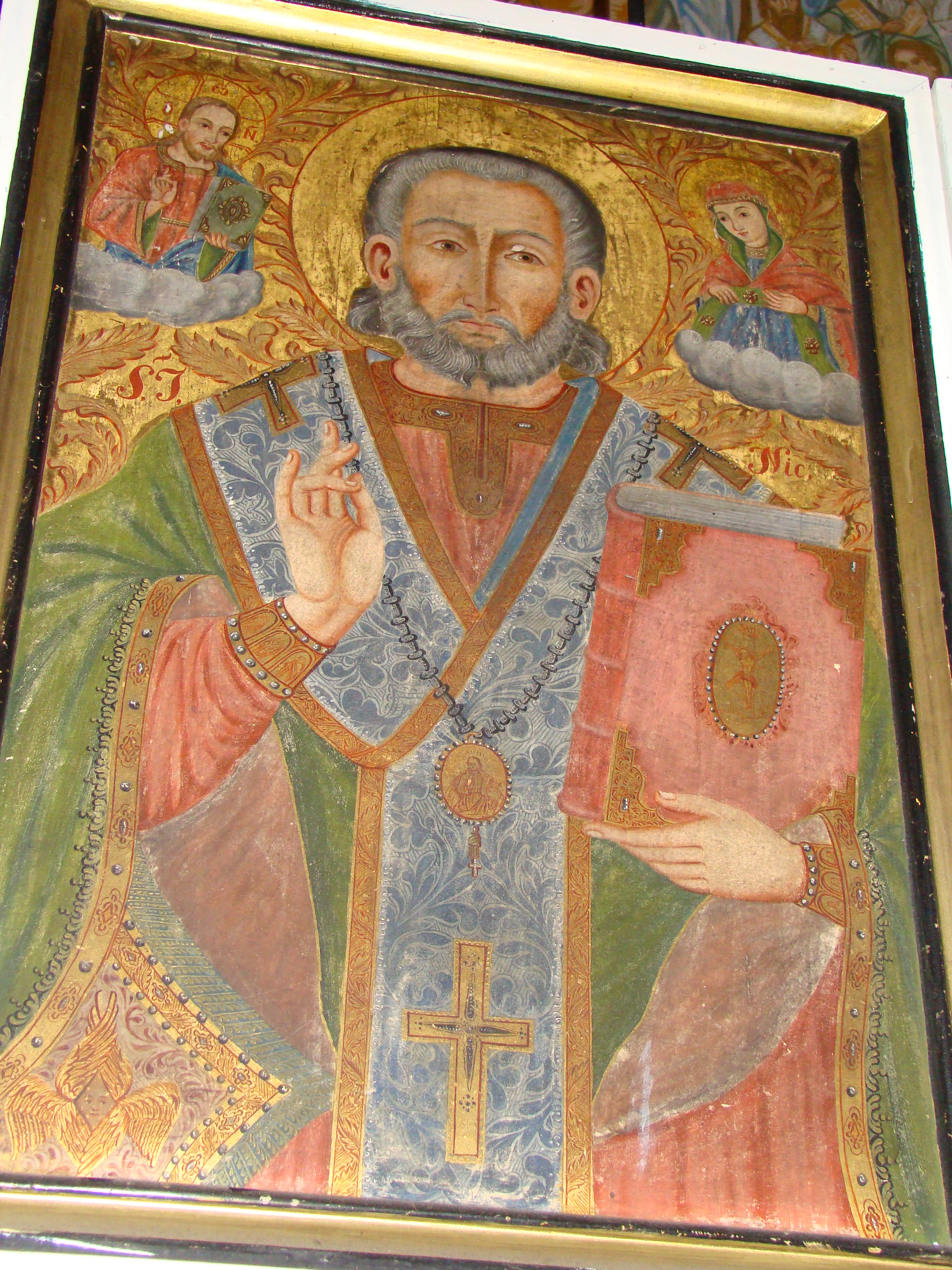
Sfântul Nicolae (lemn, sec.XIX)
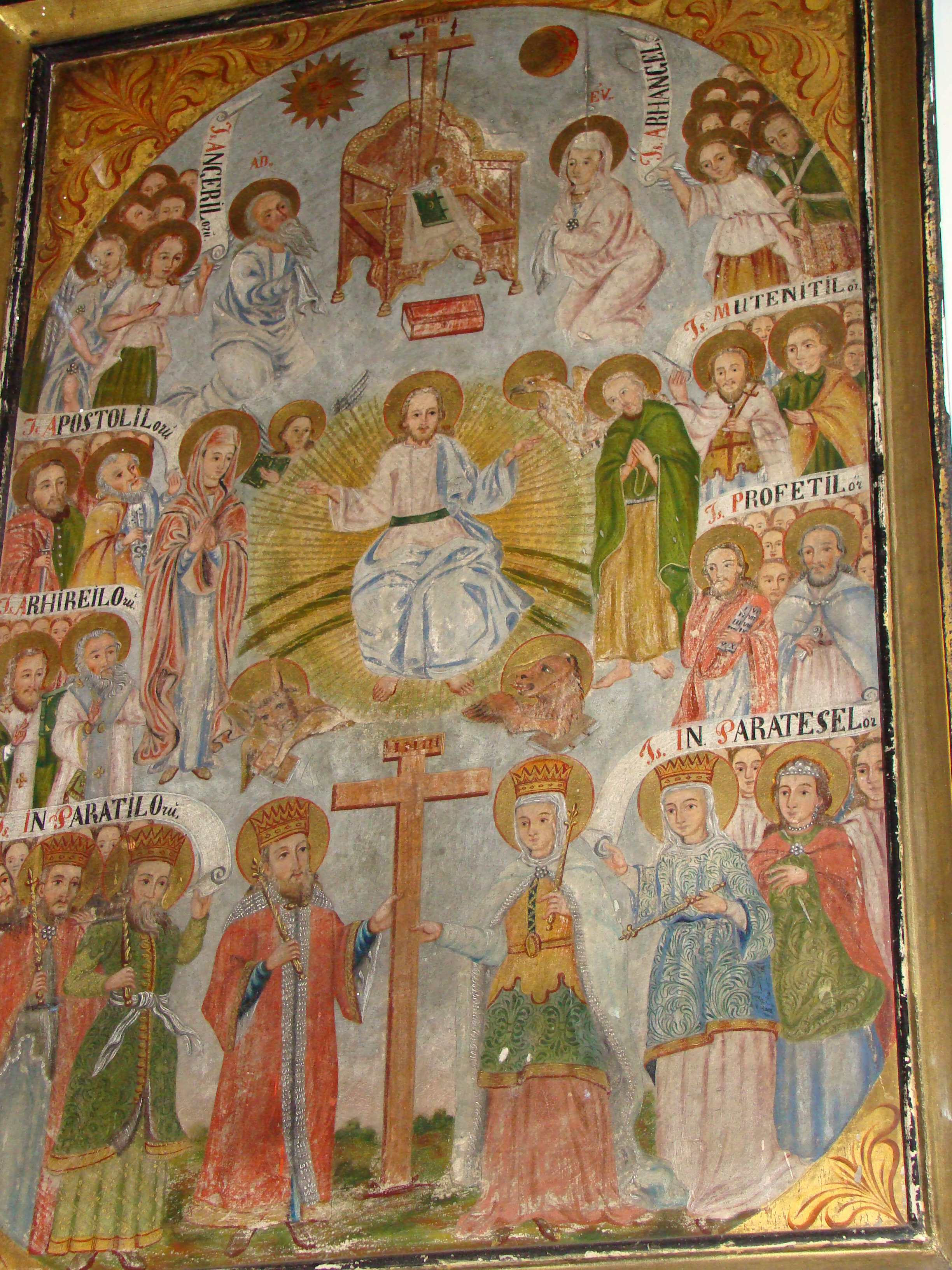
Icoană prăznicar
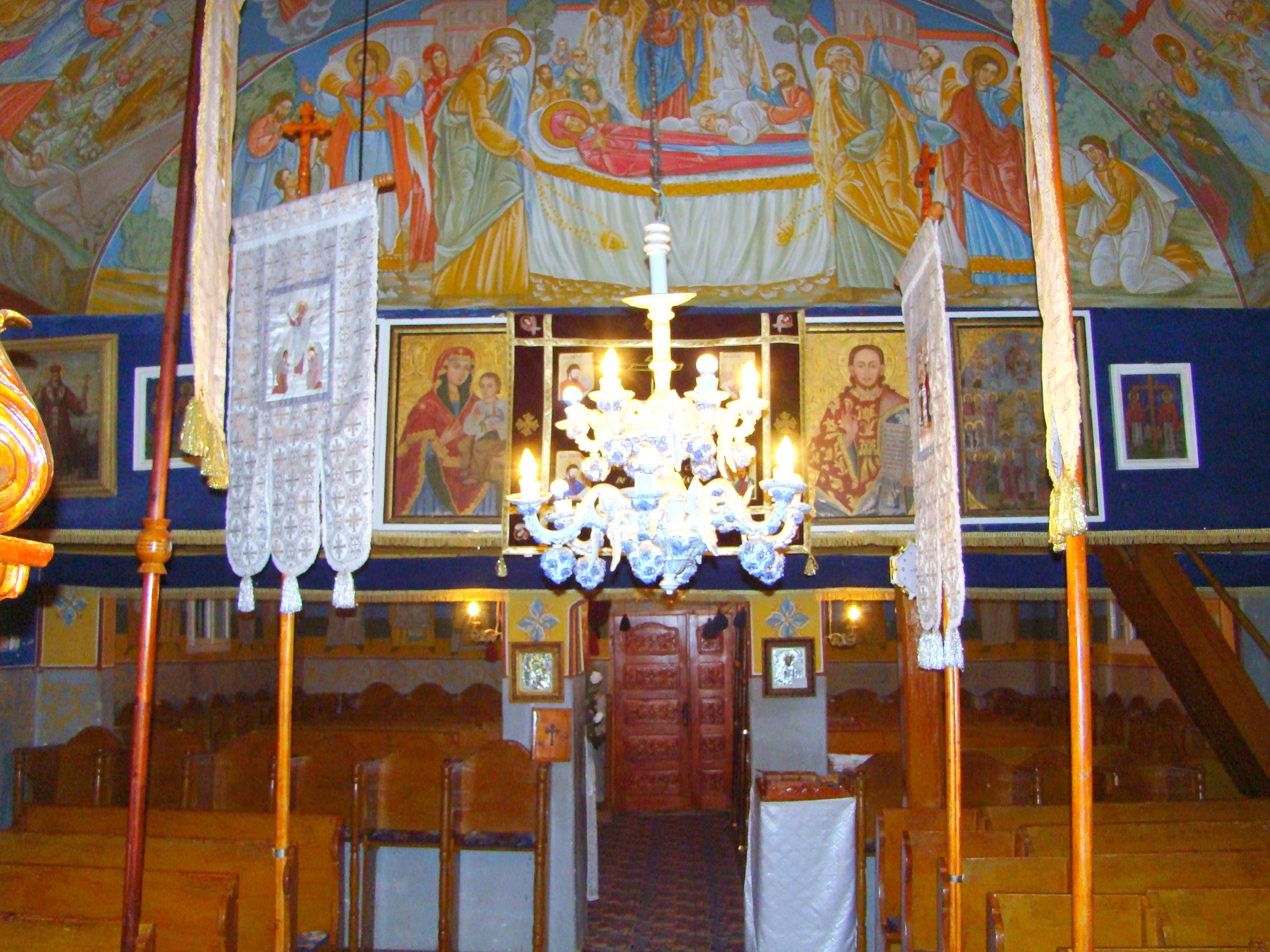
Interiorul navei și corul
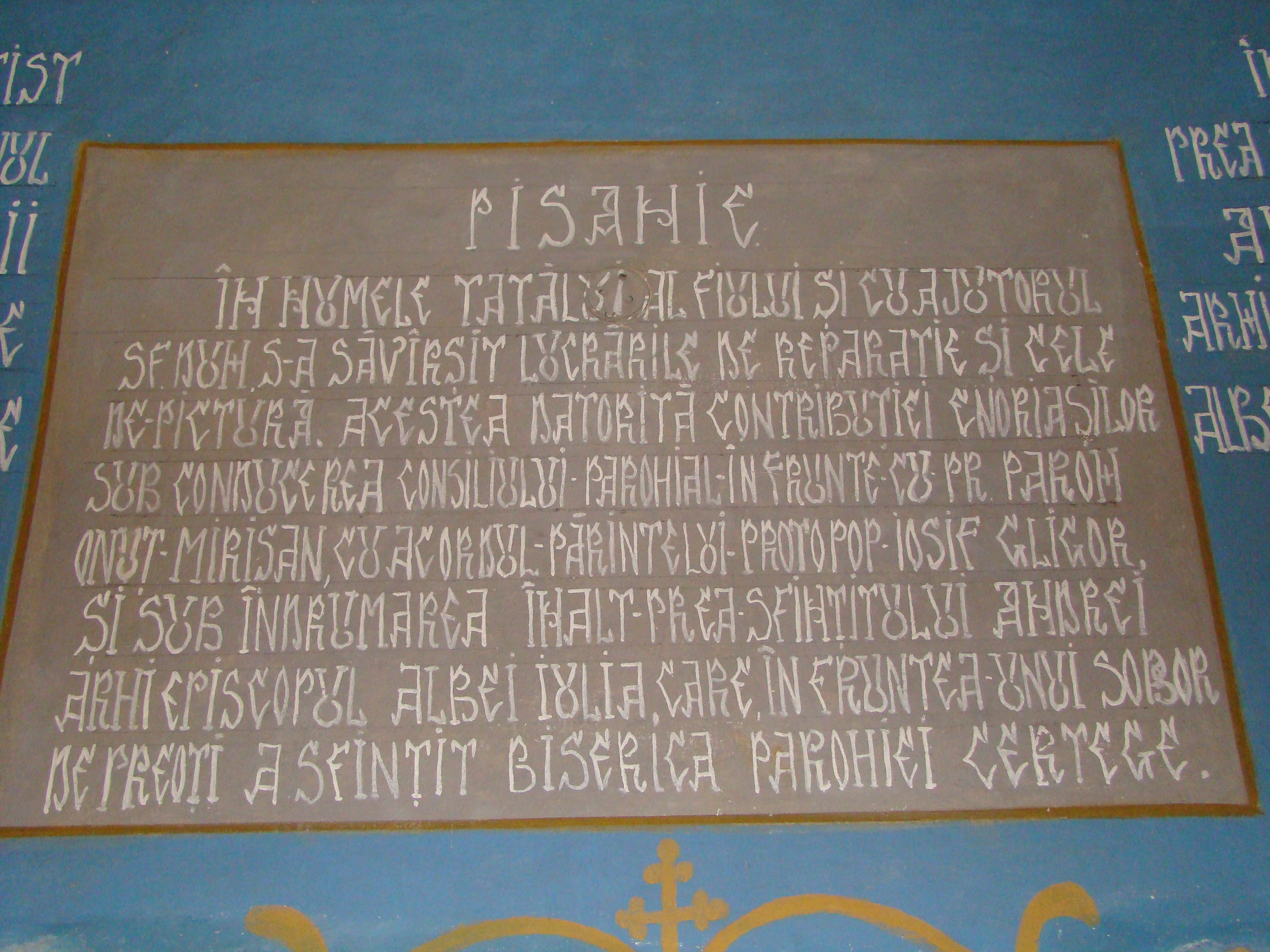
Pisanie